# برنجق
برنجق هي قرية في مقاطعة ميانة، إيران. عدد سكان هذه القرية هو 16 في سنة 2006.